# Antoni Pascual i Bou
Antoni Pascual i Bou (Artés, 1965-) és un escriptor català. Signa les seves obres com a Toni Pascual.
Va guanyar el Premi Sant Jordi 1982 amb la novel·la Christian, que va escriure amb disset anys. La concessió del premi va ser objecte de certa polèmica. Christian explica una setmana de la vida d'un estudiant universitari, poc després d'haver marxat de casa dels seus pares i d'haver-se instal·lat sol en un pis, decidit a viure absolutament al marge dels valors i de les normes de conducta de la comunitat.
Antoni Pascual va estudiar filologia anglo-germànica a la Universitat de Barcelona. Es va doctorar el 2006 amb la tesi Tristram Shandy and the decline of the logos. Ha exercit de traductor amb Contes d'hivern d'Isak Dinesen (1986), Howards End d'E. M. Forster (1988) i Chatterton de Peter Ackroyd (1989).
Als anys noranta va viure un temps a Gran Bretanya, fins que es va establir a Hamburg, on resideix des de fa més de vint anys amb la seva dona i el seu fill. És professor d'anglès i castellà a l'ensenyament secundari.

## Obres
- Autoretrat (1981), premi de poesia Martí Dot de Sant Feliu de Llobregat
- Arrelo en el misteri de la pedra (1982), finalista del premi Recull de Blanes
- Christian. Enciclopèdia Catalana, 1983. Premi Sant Jordi 1982.
- La febre. Edicions 62, 1985.[4]
- Currywurst a l'A16 (Arxivat 2019-06-08 a Wayback Machine.) Núvol, 2019 [conte publicat en format digital]